# O Markétce
O Markétce je československý animovaný televizní seriál z roku 1981 vysílaný v rámci večerníčku až v červenci roku 1988. Bylo natočeno celkem 7 epizod. Režisérem byl František Mikeš, zatímco scénář měl na starosti Jiří Čehovský. Seriál namluvila Hana Maciuchová. Výtvarníkem byl Miloš Noll.

## Seznam dílů
1. Markétka a racek
2. Markétka a Voříšek
3. Markétka a ježci
4. Markétka a papoušek
5. Markétka a veverka
6. Markétka a pavouk
7. Markétka a holubička